# Heladena
Heladena é um género botânico pertencente à família Malpighiaceae.

## Espécies
- Heladena biglandulosa A.Juss., 1840
- Heladena hassleriana Nied. 1907
- Heladena multiflora (Hook. & Arn.) Nied., 1914